# Cyclisme aux Jeux européens de 2019
Navigation
Édition précédente Édition suivante
Le cyclisme aux Jeux européens de 2019 est représenté par deux disciplines : le cyclisme sur route et le cyclisme sur piste. Le VTT et le BMX, présent aux Jeux précédents, ne sont pas au programme. 24 épreuves sont au programme du 22 au 30 juin 2019 : 4 sur route et 20 sur piste.
Les courses sur route ont lieu dans le centre de Minsk du 22 au 25 juin, tandis que les compétitions sur piste se déroulent du 27 au 30 juin dans la Minsk-Arena de 2000 places.

## Lieux
| Lieu                  | Sport              | Date       | Épreuves | Capacité       |
| --------------------- | ------------------ | ---------- | -------- | -------------- |
| Centre-ville de Minsk | Cyclisme sur route | 22-25 juin | 4        | Illimité       |
| Minsk-Arena           | Cyclisme sur piste | 27-30 juin | 20       | 2000 (assises) |

## Médaillés

### Cyclisme sur route
| Hommes           |                  |                 |                    |
| Course en ligne  | Davide Ballerini | Alo Jakin       | Daniel Auer        |
| Contre-la-montre | Vasil Kiryienka  | Nélson Oliveira | Jan Bárta          |
| Femmes           |                  |                 |                    |
| Course en ligne  | Lorena Wiebes    | Marianne Vos    | Tatsiana Sharakova |
| Contre-la-montre | Marlen Reusser   | Chantal Blaak   | Hayley Simmonds    |

### Cyclisme sur piste
| Hommes                 |                                                                                     |                                                                                        |                                                                                  |
| Kilomètre              | Tomáš Bábek                                                                         | Francesco Lamon                                                                        | Krzysztof Maksel                                                                 |
| Keirin                 | Harrie Lavreysen                                                                    | Rayan Helal                                                                            | Denis Dmitriev                                                                   |
| Vitesse individuelle   | Jeffrey Hoogland                                                                    | Harrie Lavreysen                                                                       | Denis Dmitriev                                                                   |
| Vitesse par équipes    | Pays-Bas Roy van den Berg Harrie Lavreysen Jeffrey Hoogland Nils van 't Hoenderdaal | France Grégory Baugé Rayan Helal Quentin Caleyron Quentin Lafargue                     | Grande-Bretagne Jack Carlin Jason Kenny Ryan Owens Joseph Truman                 |
| Poursuite individuelle | Ivan Smirnov                                                                        | Davide Plebani                                                                         | Claudio Imhof                                                                    |
| Poursuite par équipes  | Russie Gleb Syritsa Nikita Bersenev Lev Gonov Ivan Smirnov                          | Italie Francesco Lamon Carloalberto Giordani Davide Plebani Liam Bertazzo Stefano Moro | Suisse Théry Schir Robin Froidevaux Lukas Rüegg Claudio Imhof Nico Selenati      |
| Course aux points      | Christos Volikakis                                                                  | Jan-Willem van Schip                                                                   | Dmitry Mukhomediarov                                                             |
| Course scratch         | Christos Volikakis                                                                  | Filip Prokopyszyn                                                                      | Yauheni Karaliok                                                                 |
| Course à l'américaine  | Suisse Robin Froidevaux Tristan Marguet                                             | Pays-Bas Jan-Willem van Schip Yoeri Havik                                              | Autriche Andreas Graf Andreas Müller                                             |
| Omnium                 | Jan-Willem van Schip                                                                | Théry Schir                                                                            | Daniel Staniszewski                                                              |
| Femmes                 |                                                                                     |                                                                                        |                                                                                  |
| 500 mètres             | Daria Shmeleva                                                                      | Olena Starikova                                                                        | Miriam Vece                                                                      |
| Keirin                 | Simona Krupeckaitė                                                                  | Shanne Braspennincx                                                                    | Daria Shmeleva                                                                   |
| Vitesse individuelle   | Anastasiia Voinova                                                                  | Mathilde Gros                                                                          | Daria Shmeleva                                                                   |
| Vitesse par équipes    | Russie Daria Shmeleva Anastasiia Voinova Ekaterina Rogovaia                         | Lituanie Simona Krupeckaitė Miglė Marozaitė                                            | Pays-Bas Kyra Lamberink Shanne Braspennincx Hetty van de Wouw                    |
| Poursuite individuelle | Tatsiana Sharakova                                                                  | Marta Cavalli                                                                          | Tamara Dronova                                                                   |
| Poursuite par équipes  | Italie Elisa Balsamo Martina Alzini Marta Cavalli Letizia Paternoster               | Grande-Bretagne Jessica Roberts Megan Barker Jennifer Holl Josie Knight                | Pologne Katarzyna Pawłowska Justyna Kaczkowska Karolina Karasiewicz Nikol Płosaj |
| Course aux points      | Hanna Solovey                                                                       | Verena Eberhardt                                                                       | Jarmila Machačová                                                                |
| Course scratch         | Kirsten Wild                                                                        | Martina Fidanza                                                                        | Hanna Tserakh                                                                    |
| Course à l'américaine  | Grande-Bretagne Jessica Roberts Megan Barker                                        | Pays-Bas Kirsten Wild Amber van der Hulst                                              | Russie Diana Klimova Mariia Novolodskaia                                         |
| Omnium                 | Kirsten Wild                                                                        | Evgenia Augustinas                                                                     | Elisa Balsamo                                                                    |

## Tableau des médailles
| Rang  | Nation          | Or | Argent | Bronze | Total |
| ----- | --------------- | -- | ------ | ------ | ----- |
| 1     | Pays-Bas        | 7  | 7      | 1      | 15    |
| 2     | Russie          | 5  | 1      | 7      | 13    |
| 3     | Italie          | 2  | 5      | 2      | 9     |
| 4     | Suisse          | 2  | 1      | 2      | 5     |
| 5     | Biélorussie     | 2  | 0      | 3      | 5     |
| 6     | Grèce           | 2  | 0      | 0      | 2     |
| 7     | Grande-Bretagne | 1  | 1      | 2      | 4     |
| 8     | Lituanie        | 1  | 1      | 0      | 2     |
| 8     | Ukraine         | 1  | 1      | 0      | 2     |
| 10    | Tchéquie        | 1  | 0      | 2      | 3     |
| 11    | France          | 0  | 3      | 0      | 3     |
| 12    | Pologne         | 0  | 1      | 3      | 4     |
| 13    | Autriche        | 0  | 1      | 2      | 3     |
| 14    | Estonie         | 0  | 1      | 0      | 1     |
| 14    | Portugal        | 0  | 1      | 0      | 1     |
| Total | Total           | 24 | 24     | 24     | 72    |